# Troglodita

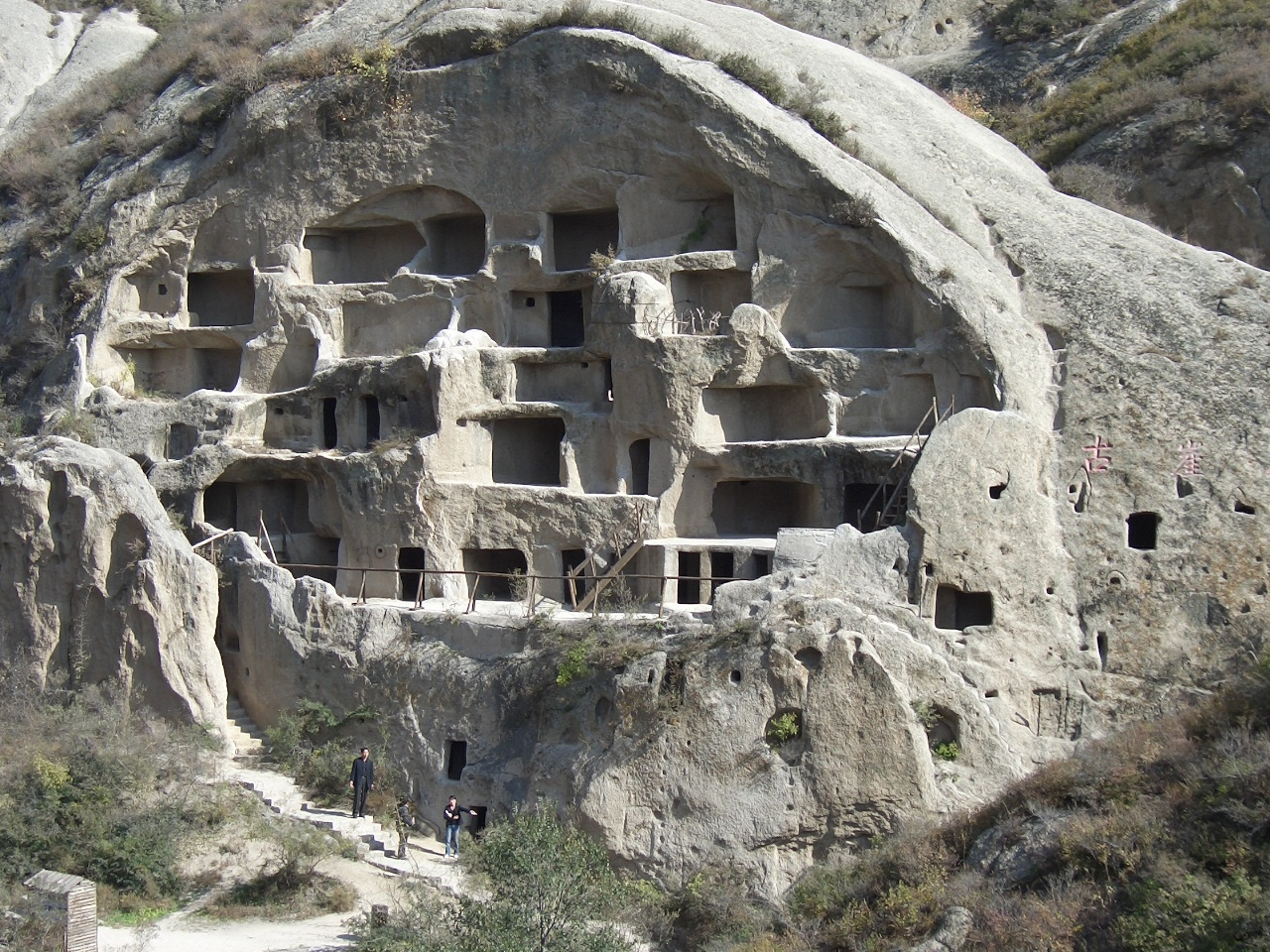
Vestígios de ocupação troglodita na China, em Guiaju (Pequim)

Os Troglodytae (em grego: Τρωγλοδύται, Trōglodytai), ou Troglodyti (literalmente "habitantes de cavernas") eram pessoas mencionadas em vários locais por muitos geógrafos e historiadores da Grécia Antiga e da Roma Antiga, incluindo Heródoto (século V a.C.), Agatárquides (século II a.C. a.C.), Diodoro Sículo (século I a.C.), Estrabão (64/63 a.C. – c. 24 d.C.), Plínio (século I d.C.), Josefo (37 – c. 100 d.C.), Tácito (c. 56 – após 117 d.C.), Cláudio Eliano (c. 175 d.C. – c. 235 d.C. ), Porfírio (c. 234 CE – c. 305 CE). e coloquialmente, em tempos pré-históricos.
A palavra vem do latim trōglodyta ‎("povo que habita cavernas"), do grego antigo τρωγλοδύτης ‎(trōglodútēs, "aquele que habita buracos"), de τρώγλη ‎(trṓglē, “buraco”) + δύω ‎(dúō, "eu entro em").

### Em Heródoto
Heródoto referiu-se aos trogloditas nas suas Histórias como sendo um povo caçado pelos Garamantes na Líbia. Disse que os trogloditas eram os corredores mais rápidos entre todos os humanos conhecidos e que comiam cobras, lagartos e outros répteis. Afirmou também que a sua linguagem era diferente de qualquer outra que ele conhecesse e soava como o grito dos morcegos. Alice Werner (1913) acreditava (de passagem) que esta era uma alusão clara aos primeiros Khoisan, habitantes indígenas da África Meridional, porque as suas línguas contêm distintos sons de clique.